# My Secret Identity
My Secret Identity (adaptado no Brasil como Herói Por Acaso) foi um programa de TV produzido no Canadá, e estreou nos Estados Unidos no dia 9 de outubro de 1988, tendo 72 episódios de meia hora, com 3 temporadas.

## A história
Herói por acaso mostrava a vida de Andrew Clement, jovem estudante de 14 anos de Dakota do Norte, apaixonado por quadrinhos, que ganhou superpoderes devido a um acidente com um experimento de seu atrapalhado amigo cientista, o Dr. Benjamim Jeffcoat. Andrew passa a série inteira a usar secretamente seus poderes em tarefas corriqueiras e também a fim de ajudar pessoas.
A única pessoa a saber dos poderes de Andrew era o próprio Dr. Jeffcoat.
Embora não usasse um uniforme, Andrew fantasiava acordado às vezes, intitulando-se de "Ultraman" (embora que nada tivesse a ver com o verdadeiro Ultraman, herói de séries japonesas).

## Os poderes de Andrew
Andrew tinha super velocidade, invulnerabilidade, e podia flutuar (ele tinha que usar sprays para poder se locomover no ar). Foi demonstrado em um episódio que raios-x desativam temporariamente os poderes.

## Elenco
- Jerry O'Connell as Andrew Clements
- Derek McGrath as Dr. Benjamin Marion Jeffcoate
- Christopher Bolton as Kirk Stevens (1989-1991)
- Marsha Moreau as Erin Clements
- Wanda Cannon as Stephanie Clements
- Elizabeth Leslie as Ruth Schellenbach

## Curiosidade
A série, embora possa parecer ingênua, catapultou a carreira de Jerry O' Connell, que só havia participado até então do filme Conta comigo, quando tinha 11 anos.

## Lista de episódios (em inglês)
1ª temporada
| No. | Episode title                    | Original airdate  |
| --- | -------------------------------- | ----------------- |
| 1   | My Secret Identity               | October 9, 1988   |
| 2   | A Walk On The Wild Side          | October 16, 1988  |
| 3   | Only Trying To Help              | October 23, 1988  |
| 4   | The Track Star                   | October 30, 1988  |
| 5   | Memories                         | November 6, 1988  |
| 6   | You've Got A Friend              | November 13, 1988 |
| 7   | For Old Time's Sake              | November 20, 1988 |
| 8   | The Lost Weekend                 | November 27, 1988 |
| 9   | Forbidden Ground                 | December 4, 1988  |
| 10  | It Only Hurts For A Little While | December 11, 1988 |
| 11  | Grounded                         | December 18, 1988 |
| 12  | The Eyes Of The Shadow           | January 28, 1989  |
| 13  | The Video Connection             | February 5, 1989  |
| 14  | Toxic Time Bomb                  | February 12, 1989 |
| 15  | Two Faces Have I                 | February 19, 1989 |
| 16  | One On One                       | February 26, 1989 |
| 17  | Stranger In The House            | March 5, 1989     |
| 18  | Secret Code                      | March 12, 1989    |
| 19  | Look Before You Leap             | April 22, 1989    |
| 20  | Breaking The Ice                 | May 6, 1989       |
| 21  | Give The Guy A Chance            | May 13, 1989      |
| 22  | When The Sun Goes Down           | May 20, 1989      |
| 23  | Lookin' For Trouble              | May 27, 1989      |
| 24  | The Set Up                       | June 3, 1989      |

2ª temporada
| No. | Episode title             | Original airdate  |
| --- | ------------------------- | ----------------- |
| 25  | Out of Control            | October 8, 1989   |
| 26  | Not So Fast               | October 15, 1989  |
| 27  | Nowhere to Hide           | October 22, 1989  |
| 28  | Photon Blues              | October 29, 1989  |
| 29  | Heading For Trouble       | November 5, 1989  |
| 30  | Long Shot                 | November 12, 1989 |
| 31  | Along For the Ride        | November 19, 1989 |
| 32  | Collision Course          | November 26, 1989 |
| 33  | Troubled Waters           | December 3, 1989  |
| 34  | Don't Look Down           | December 10, 1989 |
| 35  | Caught In the Middle      | December, 1990    |
| 36  | Secrets For Sale          | January, 1990     |
| 37  | Running Home              | February, 1990    |
| 38  | Missing                   | February, 1990    |
| 39  | Stolen Melodies           | February, 1990    |
| 40  | Toe to Toe                | February, 1990    |
| 41  | Reluctant Hero            | March, 1990       |
| 42  | Split Decision            | March, 1990       |
| 43  | Misfire                   | April, 1990       |
| 44  | White Lies                | May, 1990         |
| 45  | Off the Record            | May, 1990         |
| 46  | Best Friends              | May, 1990         |
| 47  | More than Meets the Eye   | May, 1990         |
| 48  | Seems Like Only Yesterday | May, 1990         |

3ª temporada
| No. | Episode title                         | Original airdate |
| --- | ------------------------------------- | ---------------- |
| 49  | Ground Control                        | September, 1989  |
| 50  | Trading Places                        | October, 1989    |
| 51  | Drop Out                              | October, 1989    |
| 52  | Sour Grapes                           | October, 1989    |
| 53  | First Love                            | October, 1989    |
| 54  | Novel Idea                            | November, 1989   |
| 55  | David's Dream                         | November, 1989   |
| 56  | Bump In Time                          | November, 1989   |
| 57  | Calender Boy                          | November, 1989   |
| 58  | Moving Out                            | December, 1989   |
| 59  | Teen Hot Line                         | January, 1991    |
| 60  | Trial by Peers                        | January, 1991    |
| 61  | A Day in the Life                     | February, 1991   |
| 62  | My Other Secret Identity              | February, 1991   |
| 63  | Pirate Radio                          | February, 1991   |
| 64  | From the Trenches                     | February, 1991   |
| 65  | The Invisible Dr. J                   | March, 1991      |
| 66  | Three Men and a Skull                 | March, 1991      |
| 67  | The Great Indoors                     | March, 1991      |
| 68  | Dr. J's Brain Machine                 | April, 1991      |
| 69  | Slave for a Day                       | May, 1991        |
| 70  | Big Business                          | May, 1991        |
| 71  | My Old Flame                          | May, 1991        |
| 72  | A Bank, a Holdup, a Robber and a Hero | May, 1991        |